# Aanwijsapparaat

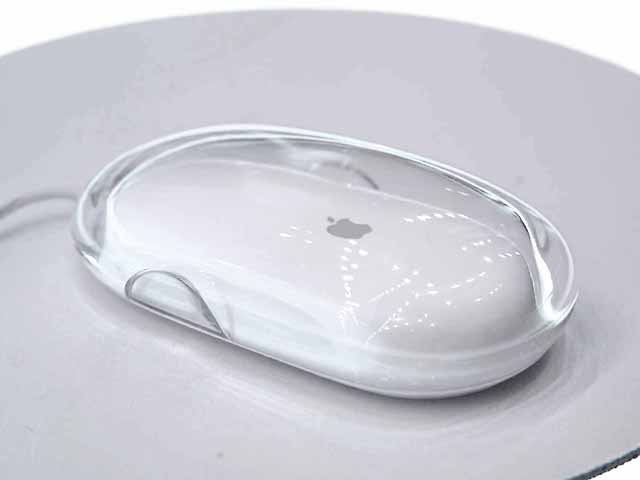
Een Apple Pro-muis

Een aanwijsapparaat is een stuk computerhardware dat de gebruiker in staat stelt om ruimtelijk gegevens door te geven aan een computer. CAD-systemen en grafische gebruikersinterfaces laten de gebruiker toe om de computer te controleren en data in te voeren door middel van fysieke "bewegingen": aanwijzen, klikken en slepen. Dit gebeurt typisch door het bewegen van een computermuis over het oppervlak van een fysisch bureaublad en door het activeren van knoppen op de muis. Bewegen van het aanwijsapparaat worden weerspiegeld op het scherm door de beweging van een muisaanwijzer of andere visuele veranderingen.

## Soorten aanwijsapparaten
Hoewel de muis het meest bekende aanwijsapparaat is, bestaan er verschillende andere, zoals de trackball, het touchpad, de trackpoint, de lichtpen, de joystick, een toestel dat oogbewegingen traceert, verschillende soorten grafische tableaus die een styluspen of griffel gebruiken en zelfs een speciale "data glove" (datahandshoen) die de bewegingen van de gebruiker omzet in computerbewegingen.

## Muis
Een muis is een klein aanwijsapparaat dat aan een computer wordt gekoppeld zodat de positie van een cursor op het beeldscherm met handbewegingen bestuurd kan worden. Daarnaast beschikt de muis over minimaal één drukknop. Vanwege de sterke gelijkenis van het apparaat met het gelijknamige dier kreeg het in veel talen de naam muis.

## Joystick
Een joystick is een invoerapparaat dat voornamelijk voor computerspelbesturing wordt gebruikt hoewel deze in toenemende mate ook wordt gebruikt voor de besturing van voertuigen, bijvoorbeeld een rolstoel of een vliegtuig.

## Trackball
Een trackball is een aanwijsapparaat dat bestaat uit een in een behuizing geplaatste kogel dat van sensoren is voorzien om de balrotatie over twee assen te detecteren. Een trackball ziet er over het algemeen uit als een omgekeerde muis met een gedeeltelijk blootliggende en uitstekende kogel. Door de kogel met de vingers, duim of handpalm te bewegen wordt de cursor op het beeldscherm verplaatst.

## Touchpad
Een touchpad is aanwijsapparaat met een aanrakingsgevoelig oppervlak waarmee gemeten kan worden op welke plaats de vinger van de gebruiker zich bevindt op het touchpad. Met vingerbewegingen kan de cursor op het beeldscherm worden bestuurd.

## Aanraakscherm
Een aanraakscherm is een beeldscherm dat tevens als invoerapparaat voor een computer of 'embedded system' kan worden gebruikt door het scherm aan te raken.

## Grafisch tableau
Een grafisch tableau is een invoerapparaat waarmee met de hand vervaardigde tekeningen en grafieken digitaal kunnen worden opgetekend op dezelfde wijze als traditioneel tekenen met pen en papier. Een grafisch tableau bestaat uit een vlak oppervlak waarop de gebruiker een beeld kan "tekenen" met een bijbehorende styluspen.

## Styluspen
Een styluspen (of penmuis) is een pen waarmee op een bijbehorend grafisch tableau met de hand kan worden 'geschreven' en is voornamelijk bedoeld voor meer artistiek tekenwerk en wordt in klinische en chemische laboratoria gebruikt om op een tableau met een overzicht van typen cellen een bepaald type cel aan te wijzen.

## Lichtpen
Een lichtpen is een invoerapparaat in de vorm van lichtgevoelige pen. Hiermee kan de gebruiker de op het beeldscherm weergegeven aanwijzen ("aanlichten"). Het vergelijkbaar met een aanraakscherm maar heeft een grotere mate van positionele nauwkeurigheid.

## Overige
Ook zijn er apparaten die op het hoofd gezet kunnen worden, waarbij iemand met hoofdbewegingen de cursor bestuurt. Verder is er onderzoek gaande om de oogbeweging te detecteren, en zo de cursor te plaatsen waar iemand op dat moment naar kijkt. Daarnaast is er de voetenmuis, waarmee men de cursor met de voeten bestuurt.